# Hussein El-Sayed
Hussein El-Sayed (in arabo حسين السيد‎?; Il Cairo, 18 settembre 1991) è un calciatore egiziano, difensore dell'Al-Masry e della nazionale egiziana.

## Caratteristiche tecniche
Terzino sinistro di spinta - preciso nei suggerimenti per i compagni - in grado di agire da esterno alto.

## Carriera

### Club
Muove i suoi primi passi nel settore giovanile dell'Al-Ahly. Esordisce in prima squadra il 21 giugno 2011 contro l'ENPPI, subentrando al 31' della ripresa al posto di Gedo. Il 18 agosto 2011 passa in prestito oneroso al Misr Lel Makasa. Il 23 giugno 2014 l'Ahly ne ufficializza il ritorno a titolo definitivo per tre stagioni.
Alla ricerca di maggior spazio, il 30 gennaio 2018 - dopo aver rinnovato il contratto in essere con l'Al-Ahly fino al 2020 - passa in prestito per 18 mesi all'Al-Ettifaq, in Arabia Saudita.
Il 1º febbraio 2020 passa in prestito con opzione all'Étoile du Sahel, in Tunisia. Il 15 ottobre 2020 passa a titolo definitivo all'El Gaish, che lo cede in prestito all'Ismaily nella sessione invernale di calciomercato. Richiesto dal tecnico Ehab Galal, che lo aveva allenato in precedenza, il 29 settembre 2021 viene acquistato dal Pyramids.

### Nazionale
Esordisce con i Faraoni il 4 giugno 2014 sotto la guida di Shawky Gharib, in un'amichevole disputata a Londra contro la Giamaica, venendo impiegato titolare. In precedenza aveva partecipato ai Mondiali Under-20 2011 con la selezione egiziana.

## Statistiche

### Presenze e reti nei club
Statistiche aggiornate al 30 agosto 2022.
| Stagione               | Squadra                | Campionato             | Campionato | Campionato | Coppe nazionali | Coppe nazionali | Coppe nazionali | Coppe continentali | Coppe continentali | Coppe continentali | Altre coppe | Altre coppe | Altre coppe | Totale | Totale |
| Stagione               | Squadra                | Comp                   | Pres       | Reti       | Comp            | Pres            | Reti            | Comp               | Pres               | Reti               | Comp        | Pres        | Reti        | Pres   | Reti   |
| ---------------------- | ---------------------- | ---------------------- | ---------- | ---------- | --------------- | --------------- | --------------- | ------------------ | ------------------ | ------------------ | ----------- | ----------- | ----------- | ------ | ------ |
| 2010-2011              | Al-Ahly                | PL                     | 1          | 0          | CE              | 0               | 0               | CCL                | 0                  | 0                  | SE          | 0           | 0           | 1      | 0      |
| 2011-2012              | Misr Lel Makasa        | PL                     | 4          | 0          | -               | -               | -               | -                  | -                  | -                  | -           | -           | -           | 4      | 0      |
| 2012-2013              | Misr Lel Makasa        | PL                     | 9          | 0          | CE              | 0               | 0               | -                  | -                  | -                  | -           | -           | -           | 9      | 0      |
| 2013-2014              | Misr Lel Makasa        | PL                     | 12         | 2          | CE              | 1               | 0               | -                  | -                  | -                  | -           | -           | -           | 13     | 2      |
| Totale Misr Lel Makasa | Totale Misr Lel Makasa | Totale Misr Lel Makasa | 25         | 2          |                 | 1               | 0               |                    | -                  | -                  |             | -           | -           | 26     | 2      |
| 2014-2015              | Al-Ahly                | PL                     | 15         | 1          | CE              | 4               | 2               | CCL+CC             | 3+2                | 0                  | SE+SA       | 0+1         | 0           | 25     | 3      |
| 2015-2016              | Al-Ahly                | PL                     | 7          | 0          | CE              | 2               | 0               | CCL                | 1                  | 0                  | SE          | 0           | 0           | 10     | 0      |
| 2016-2017              | Al-Ahly                | PL                     | 4          | 0          | CE              | 0               | 0               | CCL                | 1                  | 0                  | SE          | 1           | 0           | 6      | 0      |
| 2017-gen. 2018         | Al-Ahly                | PL                     | 4          | 1          | CE              | 1               | 0               | ACC+CCL            | 2+0                | 0                  | SE          | 0           | 0           | 7      | 1      |
| gen.-giu. 2018         | Al-Ettifaq             | SPL                    | 9          | 0          | KCC             | -               | -               | -                  | -                  | -                  | -           | -           | -           | 9      | 0      |
| 2018-2019              | Al-Ettifaq             | SPL                    | 22         | 2          | KCC             | 3               | 0               | -                  | -                  | -                  | -           | -           | -           | 25     | 2      |
| Totale Al-Ettifaq      | Totale Al-Ettifaq      | Totale Al-Ettifaq      | 31         | 2          |                 | 3               | 0               |                    | -                  | -                  |             | -           | -           | 34     | 2      |
| 2019-gen. 2020         | Al-Ahly                | PL                     | 0          | 0          | CE              | 0               | 0               | CCL                | 0                  | 0                  | SE          | 0           | 0           | 0      | 0      |
| Totale Al-Ahly         | Totale Al-Ahly         | Totale Al-Ahly         | 31         | 2          |                 | 7               | 2               |                    | 9                  | 0                  |             | 2           | 0           | 49     | 4      |
| gen.-giu. 2020         | Étoile du Sahel        | L1                     | 3          | 0          | CT              | 2               | 0               | CCL                | 0                  | 0                  | -           | -           | -           | 5      | 0      |
| 2020-gen. 2021         | El Gaish               | PL                     | 4          | 0          | CE              | 1               | 0               | -                  | -                  | -                  | -           | -           | -           | 5      | 0      |
| gen.-giu. 2021         | Ismaily                | PL                     | 13         | 1          | CE              | 1               | 0               | -                  | -                  | -                  | -           | -           | -           | 14     | 1      |
| 2021-2022              | Pyramids               | PL                     | 17         | 1          | CE+CE           | 1+1             | 0               | CC                 | 4                  | 0                  | -           | -           | -           | 23     | 1      |
| Totale carriera        | Totale carriera        | Totale carriera        | 124        | 8          |                 | 17              | 2               |                    | 13                 | 0                  |             | 2           | 0           | 156    | 8      |

### Cronologia presenze e reti in nazionale
| Cronologia completa delle presenze e delle reti in nazionale ― Egitto | Cronologia completa delle presenze e delle reti in nazionale ― Egitto | Cronologia completa delle presenze e delle reti in nazionale ― Egitto | Cronologia completa delle presenze e delle reti in nazionale ― Egitto | Cronologia completa delle presenze e delle reti in nazionale ― Egitto | Cronologia completa delle presenze e delle reti in nazionale ― Egitto | Cronologia completa delle presenze e delle reti in nazionale ― Egitto | Cronologia completa delle presenze e delle reti in nazionale ― Egitto |
| Data                                                                  | Città                                                                 | In casa                                                               | Risultato                                                             | Ospiti                                                                | Competizione                                                          | Reti                                                                  | Note                                                                  |
| --------------------------------------------------------------------- | --------------------------------------------------------------------- | --------------------------------------------------------------------- | --------------------------------------------------------------------- | --------------------------------------------------------------------- | --------------------------------------------------------------------- | --------------------------------------------------------------------- | --------------------------------------------------------------------- |
| 4-6-2014                                                              | Londra                                                                | Giamaica                                                              | 2 – 2                                                                 | Egitto                                                                | Amichevole                                                            | -                                                                     | 90+1’                                                                 |
| 26-3-2015                                                             | Il Cairo                                                              | Egitto                                                                | 2 – 0                                                                 | Guinea Equatoriale                                                    | Amichevole                                                            | -                                                                     |                                                                       |
| 18-11-2022                                                            | Al Kuwait                                                             | Belgio                                                                | 1 – 2                                                                 | Egitto                                                                | Amichevole                                                            | -                                                                     | 88’                                                                   |
| Totale                                                                |                                                                       | Presenze                                                              | 3                                                                     |                                                                       | Reti                                                                  | 0                                                                     |                                                                       |

## Palmarès

### Club

#### Competizioni nazionali
- Campionato egiziano: 3

Al-Ahly: 2010-2011, 2015-2016, 2016-2017
- Supercoppa d'Egitto: 3

Al-Ahly: 2014, 2015, 2017
- Coppa d'Egitto: 1

Al-Ahly: 2016-2017